# Rafał Matuszewski
Rafał Matuszewski (* 19. August 1986) ist ein international wirkender Historiker und Altertumswissenschaftler polnischer Herkunft. Er lehrt seit 2023 als Assistenzprofessor für Alte Geschichte an der Universität Leiden.

## Leben und Forschung
Als Schüler eines Wirtschaftsgymnasiums gewann Matuszewski 2006 den ersten Preis in der 32. Polnischen Geschichte-Olympiade, erlangte die technisch-ökonomische Berufsqualifikation und studierte anschließend Geschichte, Klassische Philologie und Kulturwissenschaft an der Universität Warschau (Abschluss mit Magister Artium in Geschichte 2010) sowie Antike Kulturen (Alte Geschichte und Klassische Archäologie) an der Georg-August-Universität Göttingen (Master of Arts 2012). Ein Promotionsstudium in Alter Geschichte an der Ruprecht-Karls-Universität Heidelberg (betreut von Kai Trampedach), mit Forschungsaufenthalten an der École des hautes études en sciences sociales (EHESS, bei François Lissarrague), der University of California, Berkeley und der Université de Fribourg (als Gast von Marcel Piérart), schloss er 2017 mit der Arbeit Räume der Reputation: Zur bürgerlichen Kommunikation im Athen des 4. Jahrhunderts v. Chr. ab. Die Arbeit wurde 2019 in der Reihe Historia Einzelschriften publiziert.
Das ihm anschließend verliehene Junior Fellowship am Walter Benjamin Kolleg der Universität Bern nahm Matuszewski nur zwei Monate in Anspruch, da er im Oktober 2017 eine Laufbahnstelle als Universitätsassistent für Alte Geschichte und Altertumskunde an der Universität Salzburg antrat. Von dieser war er 2021/22 für einen Forschungsaufenthalt als Junior Fellow am Polish Institute for Advanced Studies (PIASt) freigestellt. Weitere Forschungs- und Gastwissenschaftleraufenthalte als Postdoktorand führten Matuszewski unter anderem an das Wolfson College der Universität Cambridge, im Herbst 2019 erneut an die University of California at Berkeley sowie die Ohio State University (wo er Sterling Dow Fellow in Greek Epigraphy and History am Center for Epigraphical and Paleographical Studies war). 2023 wechselte er an die Universität Leiden, wo er seither eine unbefristete Assistenz-Professur für Alte Geschichte am Historischen Institut innehat. Dort arbeitet er im Forschungsgebiet „Die Einigung der Mittelmeerwelt 400 v. Chr. bis 400 n. Chr.“. Darüber hinaus ist er Mitbegründer und seit 2025 Co-Leiter des Leiden Center for the Study of Ancient Religions (L*CeSAR). 2024 wurde ihm die venia legendi in Form der staatlich geprüften und im gesamten Königreich der Niederlande gültigen Lehrhabilitation (BKO) verliehen.
2022 ist Matuszewski vom Lambda Classical Caucus (LCC) der amerikanischen Society for Classical Studies zum Preisträger des 2022 Paul Rehak Award gekürt worden, 2024 wurde er zum Stanley J. Seeger Fellow in Hellenic Studies an der Princeton University ernannt und in demselben Jahr erhielt er den KNAW Early Career Partnership Award der Königlich Niederländischen Akademie der Wissenschaften. 2025 wurde er zum Fellow der Young Academy of Europe (YAE) gewählt, die junge Spitzenforscher verschiedener Disziplinen aus ganz Europa zusammen bringt.
Zu seinen Schwerpunkten in Forschung und Lehre gehören die griechische Geschichte (Sozial-, Alltags-, Mentalitäts- und Kulturgeschichte), griechische Religion und Magie, antike Medizin-, Geschlechter- und Körpergeschichte, Umweltgeschichte und Environmental Humanities, Historische Anthropologie, griechische Epigraphik und materielle Kultur. Wichtig sind auch die Bezüge zur Gegenwart: In seiner Forschungstätigkeit geht er nicht selten Probleme an, die gesellschaftsrelevant und von breitem öffentlichen Interesse sind, wie etwa das Problem der Einsamkeit und sozialen Isolation, der Adoleszenz und Geschlechtsreife oder das Phänomen Schlaf und Traum in historischer und transkultureller Perspektive.

## Schriften (Auswahl)
Monographien
- Räume der Reputation. Zur bürgerlichen Kommunikation im Athen des 4. Jahrhunderts v. Chr. (= Historia Einzelschriften. Band 257). Franz Steiner, Stuttgart 2019, ISBN 978-3-515-12233-7 (Dissertation, Heidelberg 2017).
- Eros and sophrosyne. Morality, social behaviour and paiderastia in 4th-century B.C. Athens (= Akme. Studia Historica. Band 10). IH UW, Warschau 2011, ISBN 978-83-904596-9-1.

Herausgeberschaften
- Being Alone in Antiquity. Greco-Roman Ideas and Experiences of Misanthropy, Isolation and Solitude. De Gruyter, Berlin/Boston 2021, ISBN 978-3-11-075793-4.
- Somatotes. Cielesność w ujęciu historycznym [Somatotes. Körperlichkeit in der historischen Perspektive]. WUW: Universitätsverlag Warschau, Warschau 2012, ISBN 978-83-235-0916-5.
- A Cultural History of Sleep and Dreaming in Antiquity. Bloomsbury, London (forthcoming 2026).
- General editor (mit Brigitte Steger) der sechsbändigen Buchreihe A Cultural History of Sleep and Dreaming. Bloomsbury, London (forthcoming 2026).